# 코파스
코파스(프랑스어: Compagnie française d'assurance pour le commerce extérieur, Coface; 해외사업을 위한 프랑스 보험회사)는 프랑스의 기업이다.1946년 국영기업으로 설립되어 1994년 민영화되었고 현재 프랑스 민간은행인 NBP (Natexis Banques Populaires)가 최대주주이다('06년기준 98%지분). 프랑스 정부를 대신하여 수출보험업무를 수행하고 있으며, 그 외에 국내 신용보험 및 보증업무, 각종 부가서비스를 제공하고 있다. 한국의 수출보험공사와 한국 수출입은행과 업무상 제휴를 맺고 있다.
('06년 기준 S&P 신용등급 AA, Moody's 신용등급 Aa3, Fitch 신용등급 AA+)
코파스는 프랑스계 두 은행, Natexis Banques Populaires와 Groupe Banque Populaire의 자회사로 4,850명의 직원으로 58개국에 사무소를 두고 있다. ('06년 기준 60개국 진출, 4,612명의 직원 고용)
5천만개 회사에 대한 방대한 데이터베이스를 보유하고 있다.